# 850
El 850 (DCCCL) fou un any comú començat en dimecres del calendari julià.

## Esdeveniments
- Lleis anticristianes a Egipte.

## Necrològiques
- Ramir I d'Astúries
- Guillem de Septimània, Comte de Barcelona i Empúries.